# Franziska Kett
Franziska Kett (Deggendorf, 24 oktober 2004) is een voetbalspeelster uit Duitsland. Ze speelt als aanvaller voor FC Bayern München in de Bundesliga.

## Clubcarrière
Franziska Kett begon met voetballen in Edenstetten in de gemeente Bernried. Vervolgens kwam Kett uit voor het onder 15 team van SpVgg Grün-Weiß Deggendorf. In het seizoen 2020/21 werd Kett gecontracteerd door FC Bayern München voor het onder 17 team. Op 6 juni 2021 mocht Kett haar debuut maken voor het tweede team van FC Bayern München in een 1-2 nederlaag tegen Eintracht Frankfurt. Ze mocht in de 77ste minuut invallen voor Annika Wohner. In het seizoen 2021/22 maakte Kett volledig deel uit van het tweede elftal van Bayern. Ze kwam tot 15 competitiewedstrijden waarin ze zes keer wist te scoren. Kett maakte haar eerste doelpunt in de 22e minuut van een 4-1 overwinning op VfL Wolfsburg II.
In maart 2022 tekende Kett haar eerste profcontract voor FC Bayern München.  Op 25 september 2022 maakte ze haar debuut in de Bundesliga in een 3-0 thuisoverwinning op SV Werder Bremen door in de 84ste minuut in te vallen voor Carolin Simon. Daarnaast mocht Kett ook haar debuut maken in de Champions League in een 3-1 overwinning op Real Sociedad door in te vallen voor Linda Dallmann in de 82e minuut.

## Statistieken
| Seizoen | Club                 | Competitie     | Competitie | Competitie | Beker | Beker | Overig | Overig | Totaal | Totaal |
| Seizoen | Club                 | Competitie     | Wed.       | Dlp.       | Wed.  | Dlp.  | Wed.   | Dlp.   | Wed.   | Dlp.   |
| ------- | -------------------- | -------------- | ---------- | ---------- | ----- | ----- | ------ | ------ | ------ | ------ |
| 2020/21 | FC Bayern München II | 2de Bundesliga | 1          | 0          | 0     | 0     | 0      | 0      | 1      | 0      |
| 2021/22 | FC Bayern München II | 2de Bundesliga | 15         | 6          | 0     | 0     | 0      | 0      | 15     | 6      |
| 2022/23 | FC Bayern München II | 2de Bundesliga | 3          | 2          | 0     | 0     | 0      | 0      | 25     | 3      |
| 2023/24 | FC Bayern München II | 2de Bundesliga | 1          | 1          | 0     | 0     | 0      | 0      | 1      | 1      |
| 2021/22 | FC Bayern München    | Bundesliga     | 0          | 0          | 0     | 0     | 0      | 0      | 0      | 0      |
| 2022/23 | FC Bayern München    | Bundesliga     | 13         | 2          | 2     | 0     | 8      | 0      | 23     | 2      |
| 2023/24 | FC Bayern München    | Bundesliga     | 8          | 0          | 2     | 0     | 4      | 0      | 12     | 0      |
| 2024/25 | FC Bayern München    | Bundesliga     | 4          | 0          | 2     | 0     | 1      | 0      | 7      | 0      |
| Totaal  | Totaal               | Totaal         | 47         | 11         | 7     | 0     | 13     | 0      | 67     | 11     |

Bijgewerkt t/m 5 april 2025.

## Interlandcarrière
Franziska Kett kwam voor verschillende jeugdelftallen van Duitsland in actie. Voor Duitsland onder 15 maakte Kett haar debuut op 3 november 2017 in een wedstrijd tegen de leeftijdsgenoten van de Verenigde Staten. In deze wedstrijd maakte Kett ook gelijk haar eerst interlanddoelpunt. Twee jaar later maakte Kett haar debuut voor Duitsland onder 17 in een wedstrijd tegen Spanje. 
Met Duitsland onder 19 kwam Kett uit op het EK 2022. Op dit eindtoernooi werd Kett met haar land uitgeschakeld in de groepsfase. In april 2023 liep Kett in een wedstrijd tegen Noorwegen onder 19 een schouderblessure op die haar een lange tijd aan de kant hield. In 2023 kon ze wel weer spelen op het EK 2023.
Kett maakte op 4 april 2025 haar debuut voor het Duitse nationale team in een uitwedstrijd tegen Schotland in de Nations League.